# Università Nazionale d'Arte di Bucarest
L'Università Nazionale d'Arte di Bucarest (in romeno Universitatea Națională de Arte Bucuresti) è un'antica istituzione superiore per la formazione artistica sita a Bucarest.

## Storia
La Scuola Nazionale di Belle Arti fu creata il 5 ottobre 1864 con il decreto del principe Alexandru Ioan Cuza, e in seguito agli interventi fatti dai pittori Theodor Aman e Gheorghe Tăttărescu. La Scuola funzionava con le sezioni di pittura, scultura, incisione, architettura, disegno lineare, estetica, storia e prospettiva. In questo periodo, la Scuola aveva una durata di cinque anni. Nel 1904 è stata fondata la Scuola d'Arti Decorative. Nel 1909 Spiru Haret ha approvato il Regolamento per l'amministrazione interna della Scuola d'Arte, regolamento che ha istituito l'esame d'ammissione, ha confermato il distaccamento della Scuola d'Architettura (Școlii de Arhitectură) approvando un metodo di selezione fino alla fine del primo anno.
Con la legge per l'insegnamento superiore del 1931 tutte le scuole di belle arti di Romania vennero trasformate in Accademie di Belle Arti. Nel 1948 è stato creato l'Istituto d'Arte di Bucarest, avente nella sua struttura le Facoltà di Teatro e di Musica, Coreografia e Arti Plastiche, Arte Decorativa e Storia dell'Arte.

### Cronologia
Fondata con decreto dal principe Alexandru Ioan Cuza, l'Istituto d'Arti plastiche di Bucarest ha avuto lungo il tempo i seguenti nomi ufficiali:
- 1864 Scuola Nazionale di Belle Arti - Școala Națională de Arte Frumoase;
- 1931 Accademia di Belle Arti - Academia de Belle-Arte;
- 1942 Scuola Superiore d'Arti di Bucarest - Școala Superioară de Arte din București;
- 1948 Istituto di Arti Plastiche "Nicolae Grigorescu" - Institutul de Arte Plastice „Nicolae Grigorescu”;
- 1990 Accademia d'Arti - Academia de Arte;
- 1995 Università d'Arti - Universitatea de Arte;
- 2002 Università Nazionale d'Arte di Bucarest - Universitatea Națională de Arte Bucuresti.

## Struttura
L'Università è organizzata nelle seguenti tre facoltà:
- Arti decorative e disegno
- Arti plastiche
- Storia e teoria dell'arte

## Rettori
- Camil Ressu (1931-?)
- Cătălin Bălescu (dal 2012)